# Georges Andrey
Georges Andrey (* 24. Mai 1938 in Lausanne) ist ein Schweizer Historiker.

## Leben
Georges Andrey hat in Frankreich in Altphilologie und Philosophie Maturitäten erworben. Anfang der 1960er Jahre studierte er an der Universität Freiburg und schloss in Literatur ab. Ebendort promovierte er 1970 in Geschichte mit einer Arbeit über französische Revolutionsflüchtlinge in Freiburg. Anschliessend arbeitete er, finanziert vom Schweizerischen Nationalfonds, als Assistent an der Universität Bern im Bereich Wahlgeschichte. Ab Ende der 1970er Jahre war er wissenschaftlicher Mitarbeiter im EDA. Gleichzeitig lehrte er Mediengeschichte und später Neuere Allgemeine Geschichte an der Universität Freiburg.
Für die Geschichte der Schweiz und der Schweizer (1982/83), das damalige Standardwerk der Schweizergeschichte, verfasste er das Kapitel zur Zeit von 1798 bis 1848. 2007 veröffentlichte er eine Gesamtdarstellung zur Schweizergeschichte, die in der Westschweiz zum Bestseller wurde und kontrovers diskutiert wurde.

## Werke (Auswahl)
- Les émigrés français dans le canton de Fribourg (1789–1815): effectifs, activités, portraits. Éditions de la Baconnière, Neuenburg 1972.
- Presse et publicité: deux cent ans d’histoire. Manoir de la ville/Fondation Claude Bellanger, Martigny 1995.
- (mit Alain-Jacques Czouz-Tornare) Louis d’Affry 1743-1810: Premier landamman de la Suisse. La Confédération suisse à l’heure napoléonienne. Slatkine, Genf 2003, ISBN 2-8321-0115-1.
  - Deutsche Übersetzung: Louis d’Affry, 1743–1810: Der erste Landammann der Schweiz. Hier+jetzt, Baden 2012, ISBN 978-3-03-919225-0.
- L’histoire de la Suisse pour les nuls. First Ed., Paris 2007, ISBN 978-2-7540-0489-3.
  - Deutsche Übersetzung: Schweizer Geschichte für Dummies. Wiley-VCH-Verlag, Weinheim 2009, ISBN 978-3-527-70440-8.
- La Suisse Romande: Une histoire à nulle autre pareille! Éditions du Belvédère, Pontarlier 2012, ISBN 978-2884-19227-9.